# Порядок — беспорядок
Порядок — беспорядок (переход порядок — беспорядок) — тип фазового перехода в сегнетоэлектриках. Кристаллы подверженные фазовому переходу порядок — беспорядок кратко называются «сегнетоэлектрики порядок — беспорядок».
В сегнетоэлектриках порядок — беспорядок, ионы или радикалы, отвечающие за поляризацию, могут занимать несколько, обычно два, симметричных положения в элементарной ячейке, которые значительно отдалены друг от друга. Это создаёт условия для двойной квантовой ямы в потенциале движения иона. Например, в кристаллах KDP (дигидрофосфат калия) ионы водорода на связи O—H—O могут находиться на расстоянии 0,035 нм друг от друга. В случае нитрата натрия, ион NO2 может ориентироваться вдоль или против одной из осей кристалла.
При температуре выше критической Tc эти положения заполняются ионами равномерно, но при понижении температуры ниже Tc возникает спонтанная асимметрия их заселенности, что приводит к поляризации кристалла. Природа этого фазового перехода аналогична переходу, описываемому в модели Изинга, и обычно это переход второго рода или очень близкий к нему.
Теоретическое изучение переходов типа «порядок — беспорядок» усложняется из-за необходимости учёта сильных корреляций при анализе переходов второго рода. Более того, сложная структура большинства таких сегнетоэлектриков затрудняет точное количественное описание. Тем не менее, основные качественные характеристики таких переходов можно понять, используя простые модели и метод самосогласованного поля.